# Ehrenhalle (Heilbronn)

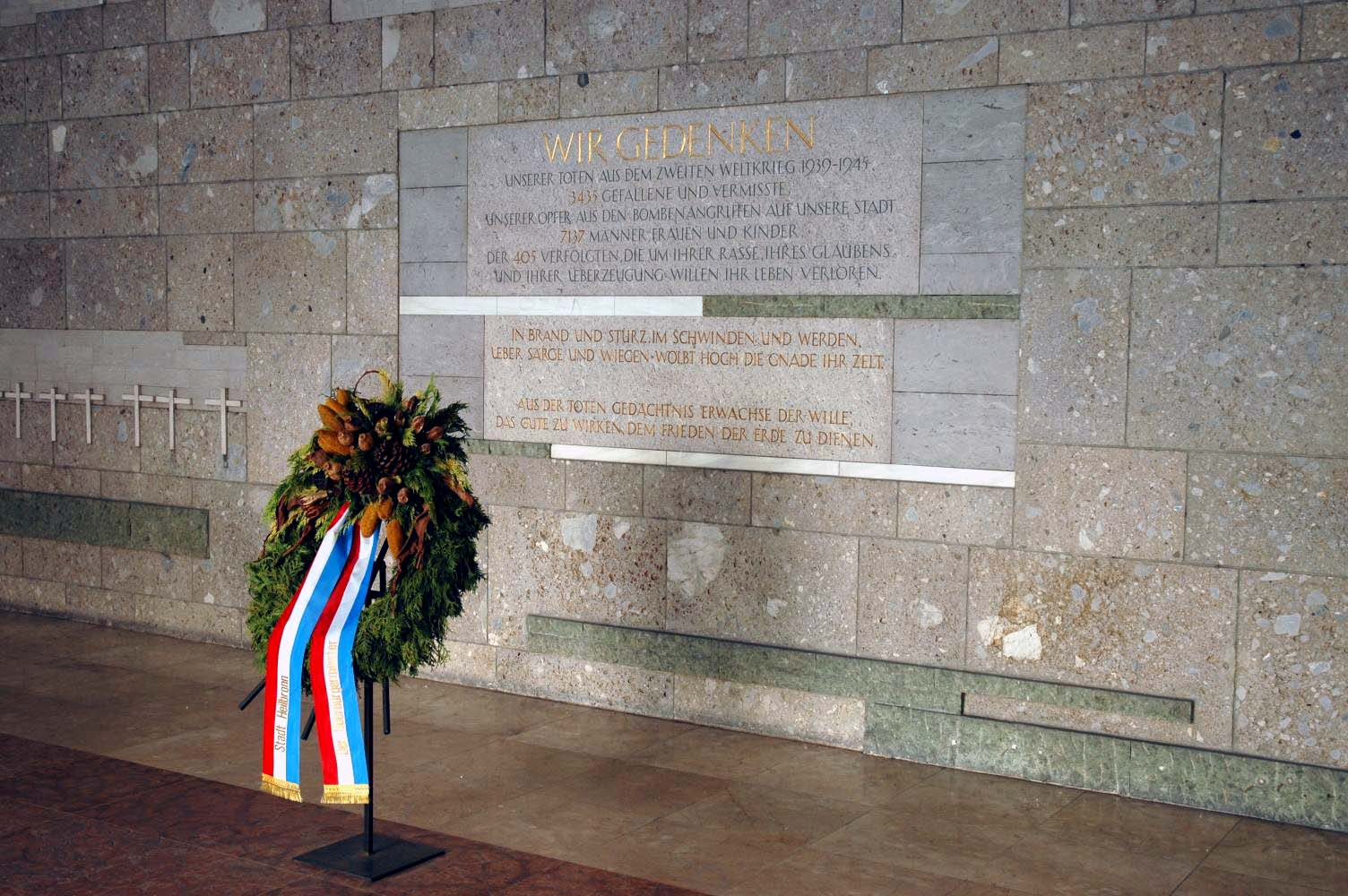
Das Hiroshima-Mosaik von Karl Knappe.

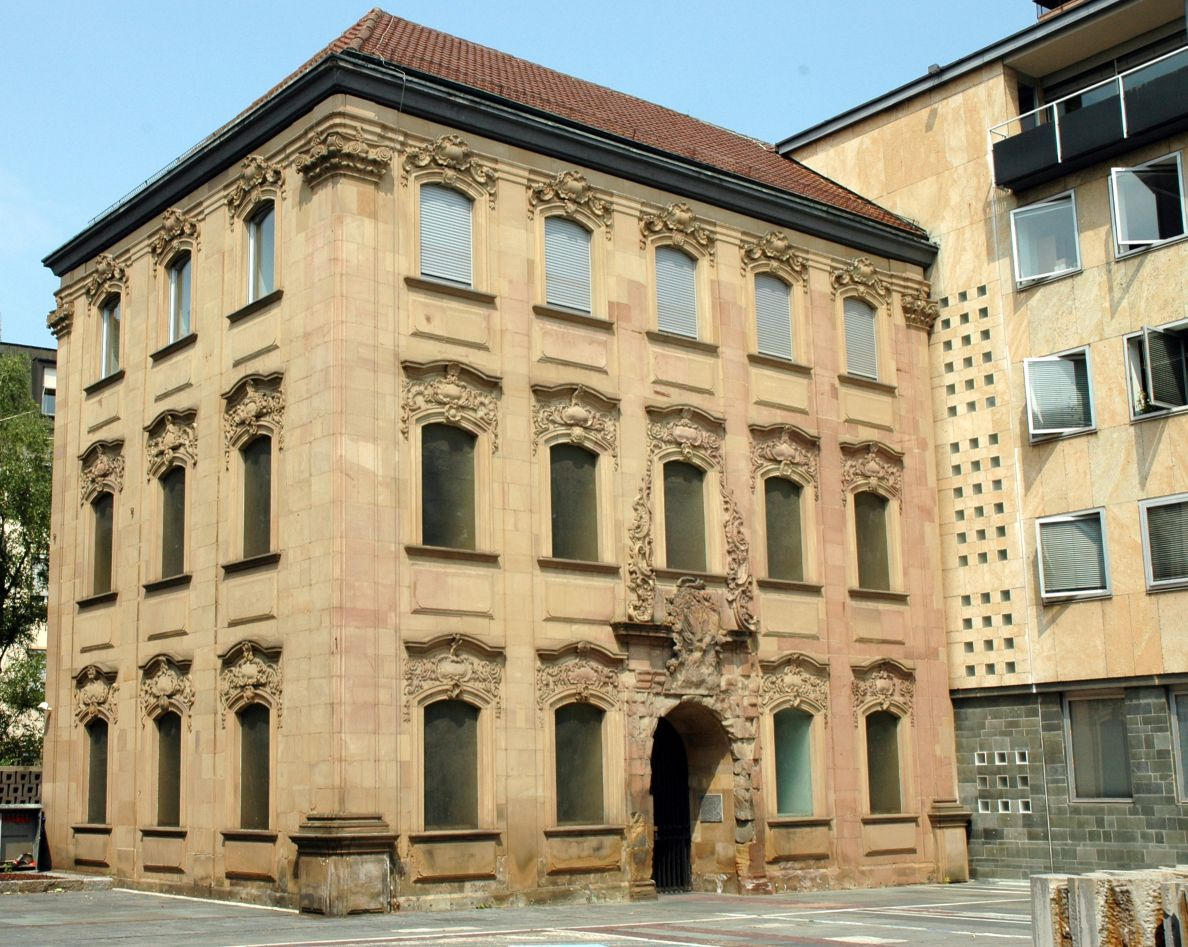
Die Ehrenhalle im Rathausinnenhof von Heilbronn (2006)

Die Ehrenhalle in Heilbronn aus Heilbronner Sandstein befindet sich im Innenhof des Heilbronner Rathauses. Die in der Ruine des Alten Stadtarchivs errichtete Gedenkstätte mit Hiroshima-Mosaik von Karl Knappe erinnert an die Toten des Zweiten Weltkrieges und die Opfer des Dritten Reiches und ist eines von zahlreichen bedeutenden Bauwerken in Heilbronn.

## Beschreibung
Das Gebäude brannte beim Luftangriff auf Heilbronn am 4. Dezember 1944 bis auf die Grundmauern nieder und wurde nach Wiederaufbau des Rathauses, das die Ruine künftig mit seinen bis 1963 entstandenen Erweiterungsbauten umschloss, nach Plänen von Architekt Dr. Ing. Rudolf Gabel aus Heilbronn zur Gedenkstätte umgebaut.

Ein Wettbewerb für die Gestaltung einer würdigen Gedenkstätte wurde ausgerufen, bei dem 54 Vorschläge vorgelegt wurden. Am 5. Dezember 1960 wurde der Entwurf der Stuttgarter Künstlerin G.-M. Klepsch von einer aus Heilbronner Architekten und Vertretern der Stadtverwaltung bestehenden Jury mit dem ersten Preis ausgezeichnet. Gelobt wurde der Eindruck, den das Werk hervorrief: Sehr geordnete Dramatik, die an das schreckliche Erlebnis des Kriegsgeschehens erinnert. Apokalypische Eindruckskraft. Der Entwurf zeigte eine helle, schlichte Halle in der eine große Wandplastik angebracht war, dazu drei korrespondierende Leuchter – Die Leuchter haben von der Form und Aufstellung her einen Zusammenhang zu der Plastik an der Wand. Die Wandplastik zeigte unter einem schlichten Kreuz gestreckte Figurengruppen in unterschiedlicher Ausrichtung. Beschrieben wurde der Bronzeguss in der Heilbronner Stimme (13. Dezember 1960): 

„Mag sein, dass die abstrahierten Leiber […] den Betrachter auf Anhieb erst einmal schockieren, – aber sind sie, kreuz und quer und übereinandergeschichtet in anscheinend wahlloser Anordnung, nicht […] geeignet, das Furchbare jener Katastrophennacht des Bombenangriffs und der sinnlosen Grausamkeit des Krieges überhaupt, in die Vorstellung zu rufen?“

Gabriele Holthuis beschreibt im Skulpturenstadt Heilbronn den bekannten Entwurf, der stilisierte Leichen in Bronze zeigte:

„ [sie hatte] mit einem spektakulären Entwurf Aufsehen erregt [...] Bei einem Wettbewerk für ein Mahnmal in der Heilbronner Ehrenhalle des Rathauses entwarf sie ein Wandrelief [...] Aus Bronze hatte sie damals stilisierte Totenleiber über- und nebeneinandergelegt, um damit die Schrecken des Krieges dauerhaft wachzuhalten.“

Dieser Entwurf, die anderen Entwürfe und der Wettbewerb blieben lange Zeit Gegenstand zahlreicher Auseinandersetzungen. Nicht die Frage, welcher Entwurf umgesetzt werden sollten, sondern auch die Frage, ob der Raum dafür geeignet ist, wurden heiß diskutiert. Im Dezember 1960 wurden die Modelle im Schießhaus ausgestellt, die Heilbronner Stimme beschrieb in mehreren Ausgaben die Entwürfe der Künstler. Nach einem Monat wurden die Werke erneut ausgestellt, diesmal im Kunstverein, dazu erfolgte eine Befragung der Öffentlichkeit. Dennoch konnte man sich weder für den Sieger noch für einen anderen Entwurf aus dem Wettbewerb entscheiden. Oberbürgermeister Paul Meyle begründete dies in einem Schreiben an die Preisträgerin folgendermaßen: 

„In der Ehrenhalle soll uns nicht nur die Trauer umgeben, sondern hier soll auch das Trotzdem zum Ausdruck kommen, der Mut zum Leben und die Dankbarkeit, mit dem Leben davongekommen zu sein.“

Aus diesem Grund beauftragte man Professor Karl Knappe aus München, der sich nicht am Wettbewerb beteiligt hatte, mit der Ausgestaltung der Halle. In einer Gedenkstunde am Abend des 4. Dezember 1963 übergab die Stadt Heilbronn die dem Gedächtnis der Toten des Zweiten Weltkrieges und der Opfer des Dritten Reiches gewidmete Ehrenhalle ihrer Bestimmung. Der Text der Gedenktafel, die in nüchternen Worten eine erschreckende Bilanz reicher Todesernte gibt, lautet: 

„Drei Reihen weißer Kreuze, auf einer in Nagelfluhstein abgesetzten Wand unregelmäßig gruppiert, symbolisieren den Tod der 3435 Gefallenen und Vermißten des Krieges, der 7137 Männer, Frauen und Kinder, die den Bombenangriffen auf die Stadt zum Opfer gefallen sind, und der 405 Verfolgten, die um ihrer Rasse, ihres Glaubens und ihrer Überzeugung willen ihr Leben verloren haben.“

Diesem wurde ein Gedicht von Oberstudienrat Dr. Köhler hinzugefügt:
In Brand und Sturz,
im Schwinden und Werden,
über Särge und Wiegen
wölbt hoch die Gnade ihr Zelt
aus der Toten Gedächtnis
erwachse der Wille
das Gute zu wirken
dem Frieden der Erde zu dienen.
Bewahrte das Gebäude bis 1944 durch die Archivalien die Erinnerung an vergangene Generationen, so dient es heute als stiller Mahner vor Krieg und Gewalt.